# Bosporus-Deutsche

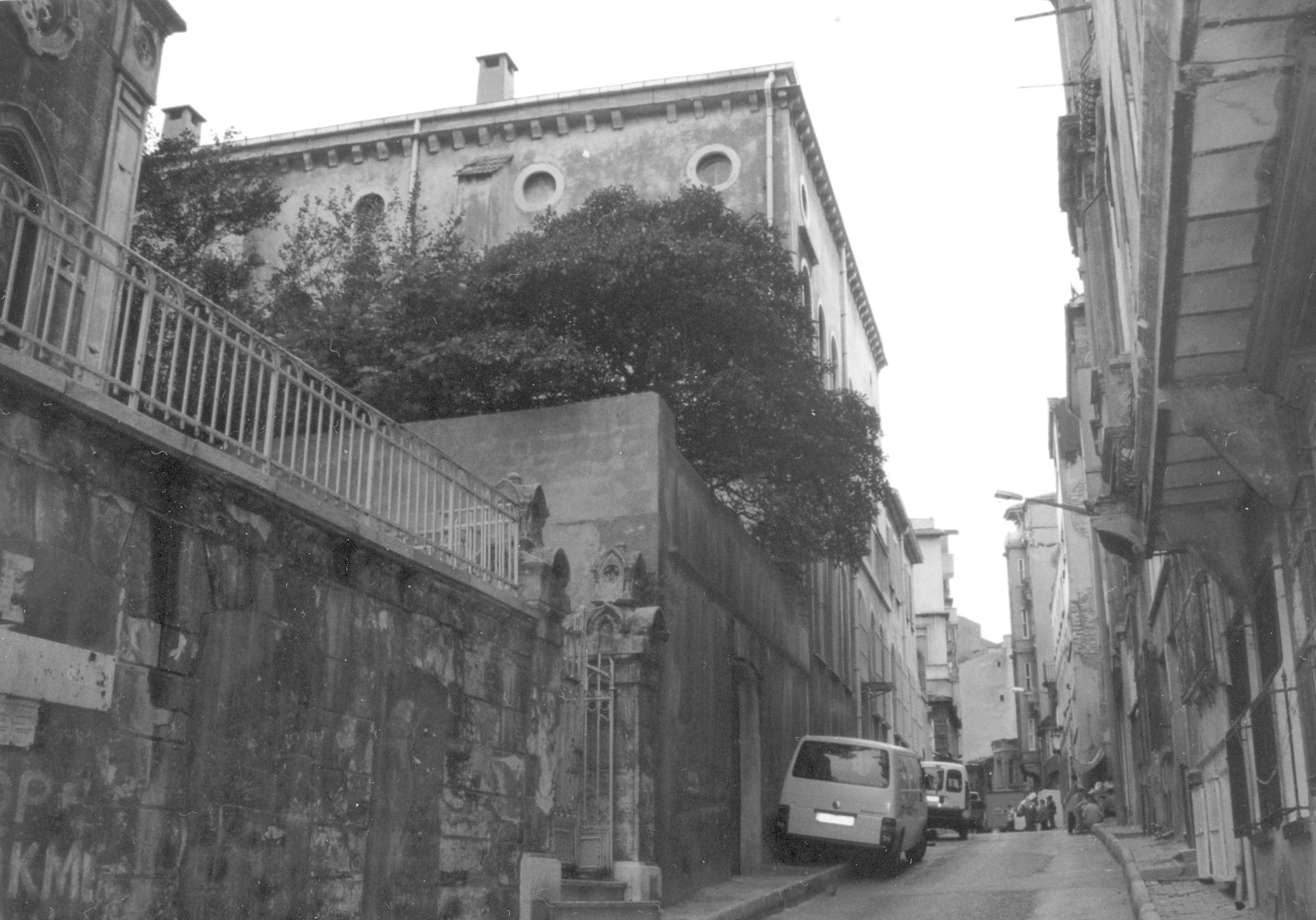
Kirche der evangelischen Gemeinde deutscher Sprache in der Türkei in Beyoğlu

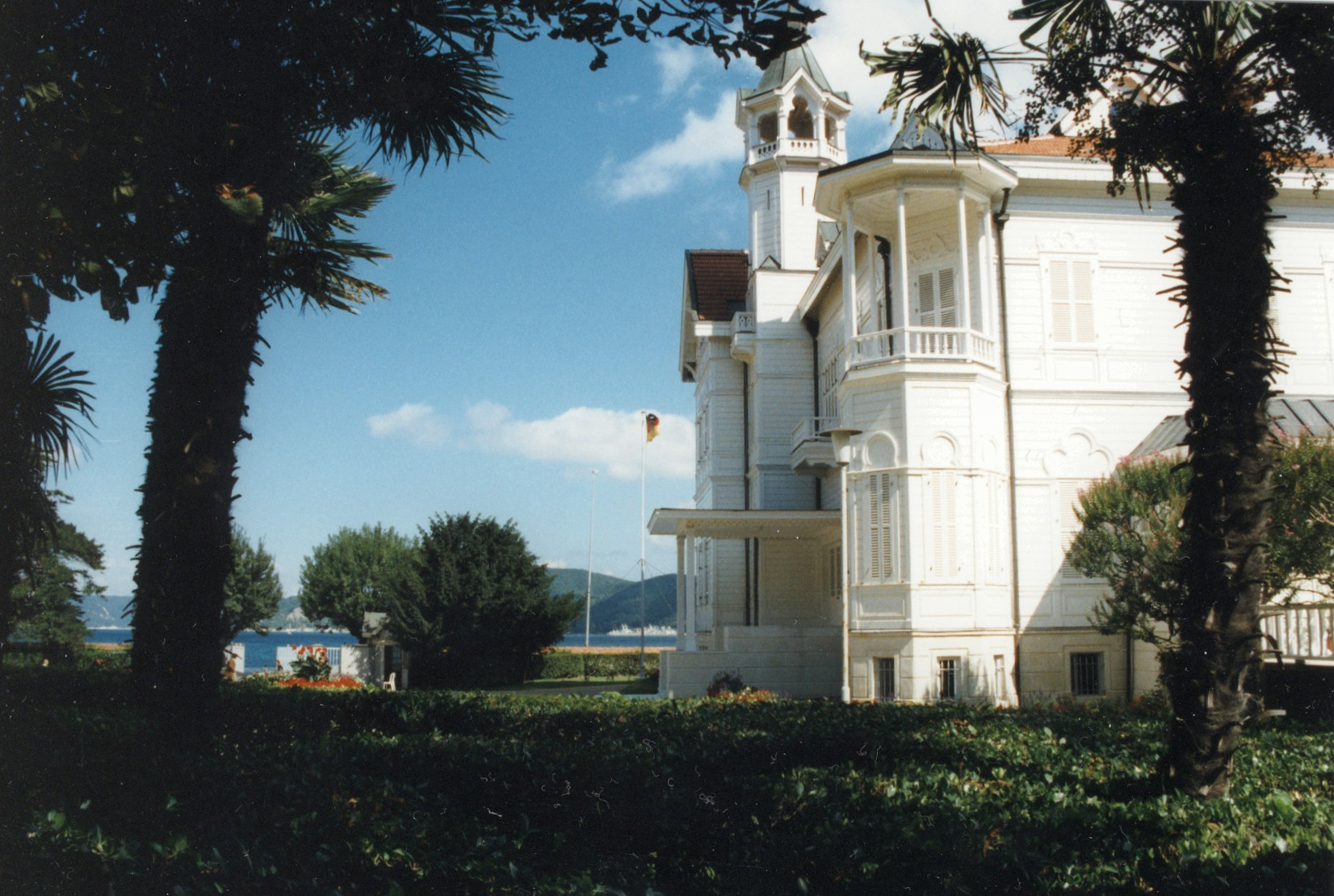
Die historische Sommerresidenz des deutschen Botschafters in Tarabya

Als Bosporus-Deutsche werden Deutsche in der Türkei bezeichnet, deren Familien oft schon seit der ersten Hälfte des 19. Jahrhunderts dauerhaft in Istanbul lebten. Ihre Anzahl in der Metropole am Bosporus beträgt heute etwa 25.000.

## Geschichte
Allgemein werden die in Istanbul lebenden europäischen Ausländer, zum Beispiel italienische Kaufleute sowie die Reste der heute weitgehend verschwundenen, bis 1922 noch einen erheblichen Anteil der Bevölkerung Istanbuls stellenden christlichen Bevölkerung (Griechen, Armenier) als Levantiner („Leventi“) bezeichnet. Einige Stadtteile von Istanbul, beispielsweise Beyoğlu (Pera), sind heute noch durch die damals verbreitete Jugendstilarchitektur geprägt.
Die ersten deutschen Einwanderer in Istanbul kamen als Handwerker und Geschäftsleute, später auch als Berater der Deutschen Militärmissionen zum Aufbau der osmanischen Armee, wie beispielsweise Colmar von der Goltz und Otto Liman von Sanders.
1846 wurde das Deutsche Krankenhaus in Istanbul gegründet (2013 geschlossen), 1868 die Deutsche Oberrealschule (heute Deutsche Schule Istanbul, Özel Alman Lisesi), 1884 dann das İstanbul Lisesi.
Der deutsche Journalist Friedrich Schrader, der von 1891 bis 1918 in Istanbul lebte und arbeitete. In seinem Buch Eine Flüchtlingsreise durch die Ukraine beschreibt das Schicksal der deutschen Gemeinschaft in Istanbul nach der Niederlage im Ersten Weltkrieg 1918. Fast alle Österreicher und Deutsche wurden von den Alliierten interniert und deportiert, eine Ausnahme bildeten Angehörige des osmanischen Hofes wie der Hofkapellmeister Paul Lange.
Während der Zeit des Nationalsozialismus fanden zahlreiche aus Deutschland vertriebene Wissenschaftler und Künstler Zuflucht in der Türkei, darunter bekannte Personen wie der Bildhauer Rudolf Belling, der Architekt Bruno Taut und der Komponist Paul Hindemith. Geschätzt werden etwa 1000 direkt betroffene Personen, dazu kommen mitgeflüchtete Familienangehörige; Österreicher mitgerechnet, die ab 1938 zwangsweise Deutsche (oder staatenlos) wurden.
Die dritte Welle kam seit den 1970er Jahren, vorwiegend durch Vertreter deutscher Wirtschaftsunternehmen, ebenso wie Mitarbeiter in deren türkischen Partnerfirmen.
Aussagen des Goethe-Instituts vom August 2005 zufolge leben in der 10-bis-12-Millionen-Stadt Istanbul 40.000 deutsche Staatsbürger. Den weiteren Aussagen des Instituts zufolge leben auch immer mehr deutsche Künstler in Istanbul. Kemal Derviş, Sohn einer deutschen Einwanderin und eines Türken, hat es 2001–2002 bis zum Wirtschaftsminister und 2002–2005 zum Parlamentsabgeordneten in der Türkei gebracht.

## Institutionen
Auch heute existiert noch eine deutsche Gemeinde. Seit langer Zeit bestehende Gebäude sind das ehemalige Botschaftsgebäude und heutige Generalkonsulat nahe dem Taksim-Platz, die parkähnliche ehemalige Sommerresidenz des deutschen Botschafters in Tarabya am Bosporus, das İstanbul Lisesi sowie die Deutsche Schule in Istanbul. Des Weiteren existieren deutschsprachige evangelische und katholische Kirchengemeinden.
Vereine
Es gibt zwei Vereine deutscher Einwanderer: zum einen den 1847 gegründeten Verein Teutonia, zum anderen die 1992 gegründete Die Brücke.
Forschungsinstitute
Die 1929 gegründete Abteilung Istanbul des Deutschen Archäologischen Institutes hat ihren Sitz im Gebäude des deutschen Generalkonsulates beim Taksim-Platz. Seit 1989 besteht das Orient-Institut Istanbul als Forschungsinstitut im Verbund der Max Weber Stiftung – Deutsche Geisteswissenschaftliche Institute im Ausland, es hat seinen Sitz im ehemaligen Gebäude der Teutonia.